# Lomandra filiformis
Lomandra filiformis är en sparrisväxtart som först beskrevs av Carl Peter Thunberg, och fick sitt nu gällande namn av James Britten. Lomandra filiformis ingår i släktet Lomandra och familjen sparrisväxter.

## Underarter
Arten delas in i följande underarter:
- L. f. coriacea
- L. f. filiformis
- L. f. flavior

## Bildgalleri

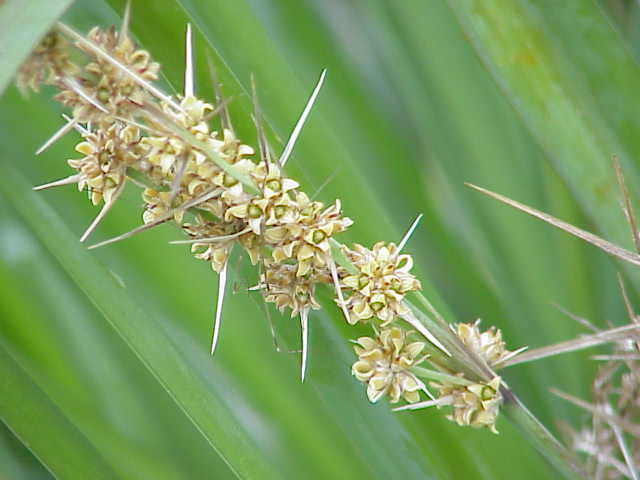